# Церква Вознесіння Господнього (Новосілка)
Церква Вознесіння Господнього в Новосілці — парафія і храм Скалатського благочиння Тернопільської єпархії Православної церкви України в селі Новосілка Тернопільського району Тернопільської области.

## Історія церкви
У 1930 році, за служіння священника Григорія Плакиди, у селі Новосілка розпочалося будівництво храму, яке не було завершене через війну. Протягом багатьох років приміщення церкви використовувалося як колгоспна комора.
Коли споруду повернули парафіянам, вона перебувала в жахливому стані: дах був частково зруйнований, підлога відсутня, а від вікон залишилися лише рами. Завдяки пожертвам місцевих жителів храм вдалося відновити та добудувати.
Освячення відбулося у 1991 році за настоятеля о. Михайла Карпця. У 2005 році за селом збудували капличку Божої Матері, яка, за віруваннями, благословляє та оберігає село своїм покровом.

## Парохи
- о. Михайло Коропець (з 1991).